# Сисна Парк
Сисна Парк (енгл. Cissna Park) град је у америчкој савезној држави Илиноис.

## Демографија
По попису из 2010. године број становника је 846, што је 35 (4,3%) становника више него 2000. године.
| Група             | 2000.       | 2010.       |
| Белци             | 800 (98,6%) | 812 (96,0%) |
| Афроамериканци    | 2 (0,2%)    | 3 (0,4%)    |
| Азијати           | 1 (0,1%)    | 5 (0,6%)    |
| Хиспаноамериканци | 6 (0,7%)    | 21 (2,5%)   |
| Укупно            | 811         | 846         |